# الصباح (جريدة عراقية)
جريدة الصباح، صحيفة عراقية رسمية يومية تصدر عن شبكة الإعلام العراقي، تتناول الأخبار السياسية والاقتصادية والفنية عبر صفحاتها. وكذلك من خلال مجموعة من الملاحق الأسبوعية. يقع مقرها في مدينة بغداد. أُصْدِرَ العدد الأول منها في آيار من العام 2003 ويرأس تحريرها حاليًا أحمد عبدالحسين. متوفرة بشكل رقمي على الموقع الإلكتروني الخاص بالجريدة وبشكل مطبوع ويبلغ سعر العدد المطبوع 500 دينار عراقي.